# Synodontis pulcher
Synodontis pulcher är en fiskart som beskrevs av Poll, 1971. Synodontis pulcher ingår i släktet Synodontis och familjen Mochokidae. IUCN kategoriserar arten globalt som otillräckligt studerad. Inga underarter finns listade i Catalogue of Life.